# Флавий Теодор
Вижте пояснителната страница за други личности с името Теодор.
Флавий Теодор (на латински: Flavius Theodorus) е римски политик по времето на остготите в Италия през началото на 6 век.

## Биография
Произлиза от аристократичната фамилия Деции и е син на Флавий Цецина Деций Максим Василий Младши (консул 480 г.). Брат е на Фауст Албин (консул 493 г.), Флавий Авиен (консул 501 г.) и Флавий Инпортун (консул 509 г.).
При едно посещение на Теодорих Велики в Рим Теодор е поставен през 500 г. за преториански префект на Италия след Либерий. През 505 г. става консул и след това получава титлата patricius.
През есента на 525 г. Теодор придружава папата Йоан I заедно с Инпортун и Агапит до Равена при Теодорих с молба да смекчи политиката си с католическата църква. След това Теодор е изпратен от Теодорих заедно с папата и други владици до Константинопол при Юстин I. След завръщането им в Равена Теодор и други са затворени от Теодорих през началото на май 526 г. След това няма сведения за него.